# بني امحمد سجلماسة
بني امحمد سجلماسة هي قرية مغربية وسط البلاد.تقع بني امحمد سجلماسة جنوبي مكناس. تنتمي بني امحمد سجلماسة لإقليم الرشيدية، وتضم 16.709 نسمة (حسب الإحصاء الرسمي 2004).